# Sadeln, Ingå

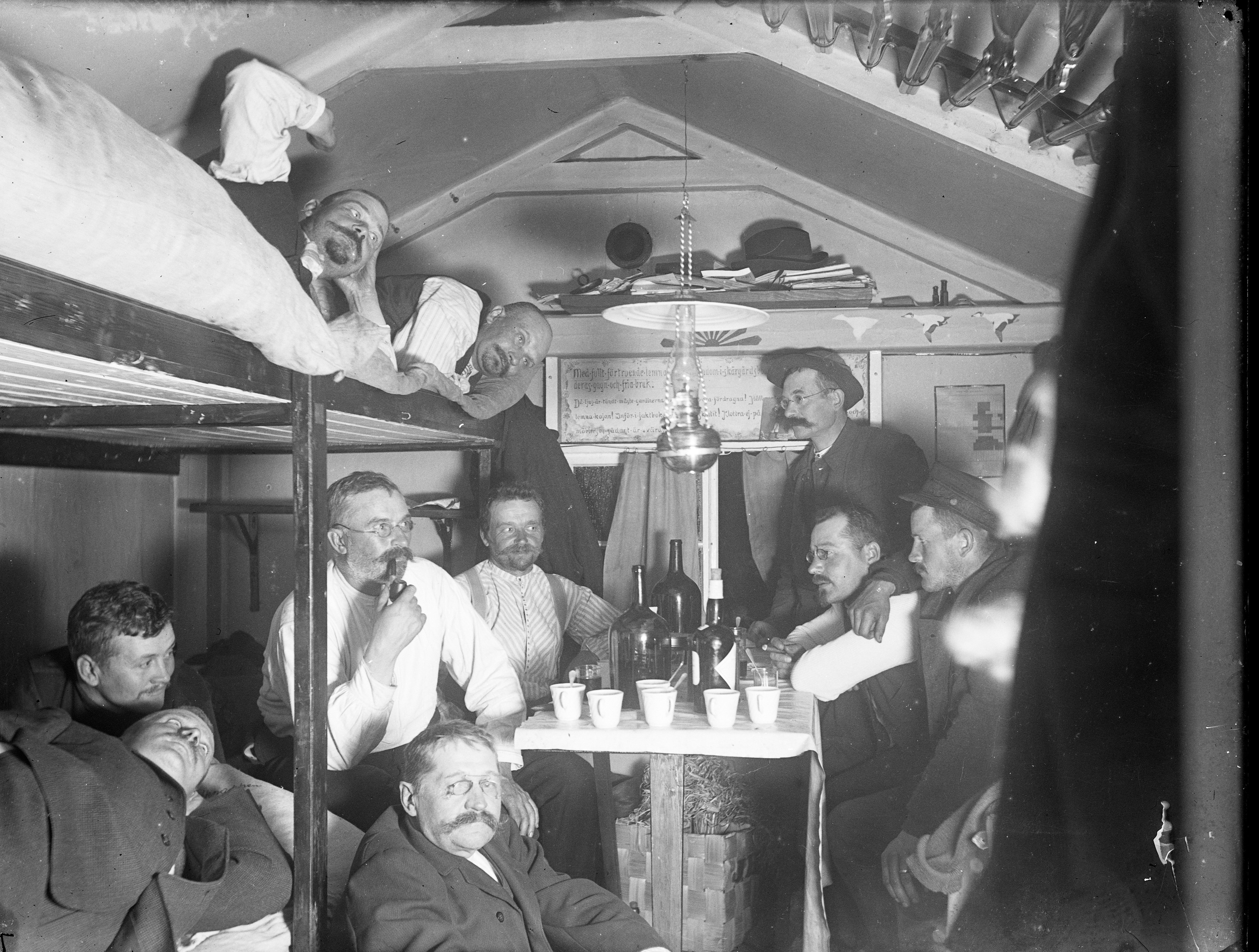
Jaktsällskap i jaktkojan på Sadeln i Ingå (1910)

Sadeln är en ö i Finland. Den ligger i Finska viken och i kommunen Ingå i den ekonomiska regionen  Raseborg i landskapet Nyland, i den södra delen av landet. Ön ligger omkring 57 kilometer sydväst om Helsingfors.
Öns area är 2,6 hektar och dess största längd är 330 meter i sydväst-nordöstlig riktning.